# Frankfurter Brauhaus
Die Frankfurter Brauhaus GmbH mit Sitz in Frankfurt (Oder) ist die einzige Großbrauerei im Land Brandenburg.

## Geschichte

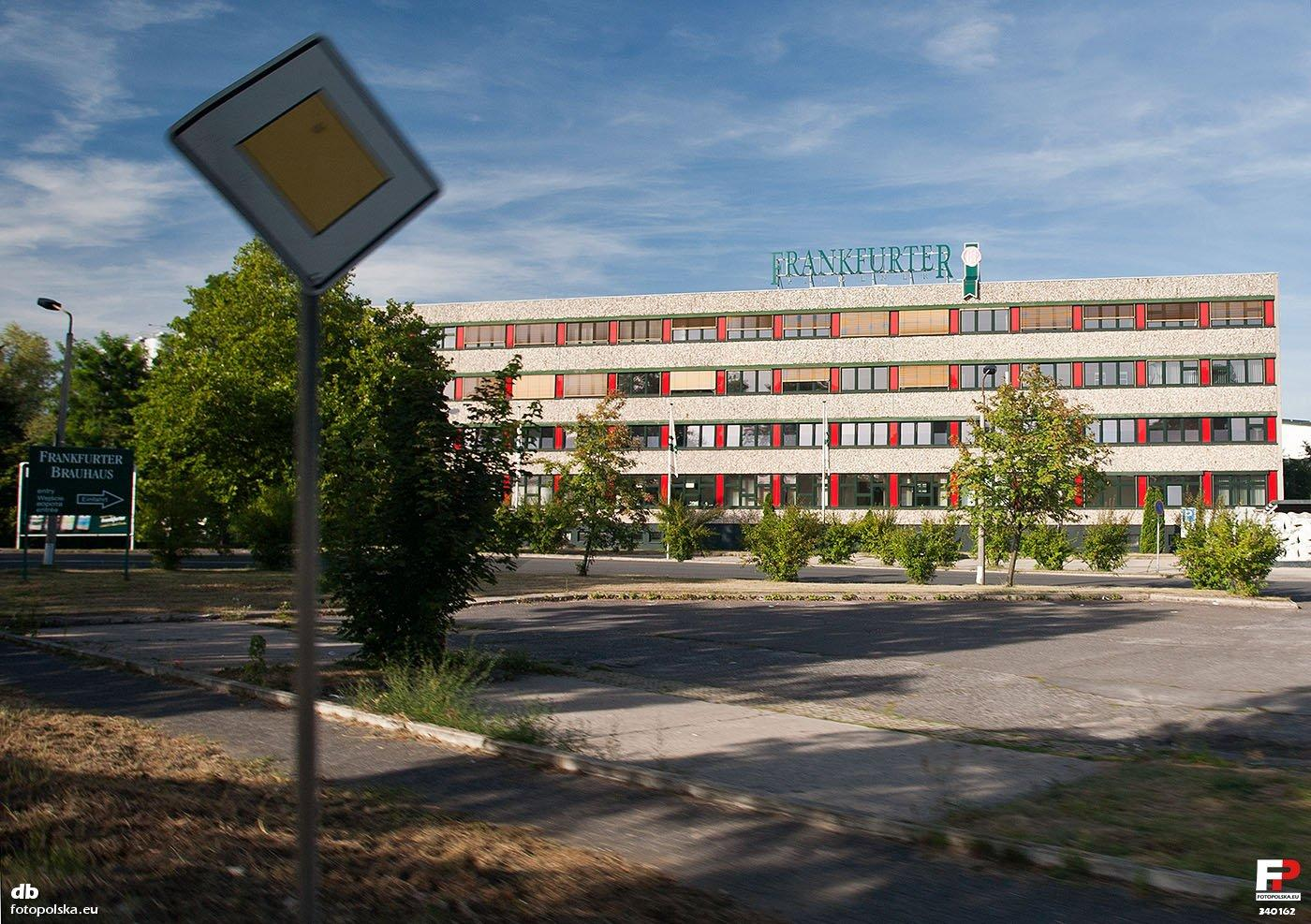
Frankfurter Brauhaus

Bier wurde in der alten Handelsstadt an der Oder schon seit dem frühen Mittelalter gebraut, zuletzt (1950er bis 1980er Jahre) jedoch nur noch alkoholfreie Getränke und Biere aus Berliner Brauereien abgefüllt. Das änderte sich erst 1988 mit der Fertigstellung der Oderland-Brauerei, dem Stammbetrieb im VEB Getränkekombinat Frankfurt/Oder. Nach Auflösung des Getränkekombinates wurde der Betrieb 1991 an die Dortmunder Brau und Brunnen AG verkauft, die hier ihren Produktionsbetrieb für Schultheiss einrichtete. Es wurde in den Frankfurter Betrieb investiert, der sich auf untergärige Bierbrauerei und das Abfüllen in Dosen und Flaschen spezialisierte. Um das 750-jährige Stadtjubiläum 2003 herum wurden Pläne bekannt, dass Brau und Brunnen den Standort Frankfurt (Oder) wegen mangelnden Dosenabkaufs schließen möchte.
Zwei ostdeutsche Unternehmer übernahmen daraufhin die Brauerei, die damit als erste von inzwischen vier Großbrauereien zur TCB Beteiligungsgesellschaft gehört.

## Marken
Die Brauerei braut überwiegend Biere als Handelsmarken deutscher Discounter und anderer Handelsunternehmen. Eigene Marken sind Spitzkrug (nach dem Frankfurter Ortsteil, in dem sich die Brauerei befindet), Pilsator und als regionale Marke Frankfurter. Letztere war mehrere Jahre mit „gebraut in Frankfurt (Oder)“ (jetzt: „Echt Brandenburg“) gekennzeichnet, um Verwechslungen mit Frankfurt am Main auszuschließen.

## Auszeichnungen
Sowohl das Unternehmen (z. B. Zukunftspreis Brandenburg 2011; Bundesehrenpreis 2017) als auch deren Produkte (z. B. goldene DLG-Medaillen) wurden mehrfach ausgezeichnet.

## Namensgleiche Brauerei
In der Hanauer Landstraße in Frankfurt am Main gab es früher die Frankfurter Brauhaus AG, die später von der Binding-Brauerei übernommen und 1987 geschlossen worden ist. Daneben gibt es heutzutage in Frankfurt am Main das Restaurant „Henninger am Turm // Das Frankfurter Brauhaus“.